# Kono (Sprache)
Kono (Eigenbezeichnung Kɔnɔ) ist eine Sprache, die in Sierra Leone vom Volk der Kono gesprochen wird. 2015 gab es knapp 307.000 Muttersprachler.
Der Distrikt Kono befindet sich in der Ostprovinz Sierra Leones und enthält 14 Häuptlingstümer, jedes geführt von einem Paramount-Häuptling. Die Kono-Sprache variiert leicht je nach Häuptlingstum.
Es gibt auch einen Kono-Dialekt der Kpelle-Sprache, die in Guinea gesprochen wird (ISO 639-3-Code knu) und einen Kono-Dialekt, der in Nigeria (ISO 639-3-Code klk) gesprochen wird.